# Microsorum ovatum
Microsorum ovatum là một loài dương xỉ trong họ Polypodiaceae. Loài này được N.C.Nair & Bennet mô tả khoa học đầu tiên năm 1969.
Danh pháp khoa học của loài này chưa được làm sáng tỏ. 